# Массарелли, Сильвия
Сильвия Массарелли (итал. Silvia Massarelli; род. 30 июля 1961, Рим) — итальянский дирижёр.
Изучала фортепиано, композицию и дирижирование в Риме (в том числе у Бруно Апреа), затем в Парижской консерватории. В 1993 г. разделила первую премию Безансонского конкурса молодых дирижёров. Работала дирижёром-ассистентом в Парижской опере у Чон Мён Хуна и в Опера-комик у Лорана Петижирара.
Среди сочинений, впервые прозвучавших под управлением Массарелли, — «Песнь тьмы» (фр. Le Chant des ténèbres) Тьерри Эскеша (1992); из новейших композиторов она сотрудничала также с Лоуэллом Либерманом и Эриком Танги.